# 紫色蜜鸟
紫色蜜鸟（学名：Cinnyris asiaticus）又称紫色花蜜鸟或紫花蜜鸟，为太阳鸟科雙領花蜜鳥屬的鸟类。分布于阿拉伯、伊朗、阿富汗、印度、尼泊尔、锡金、孟加拉、中南半岛、斯里兰卡以及中国大陆的云南等地，多栖息于海拔约950米以下的常绿阔叶林或村寨附近的丛林间。该物种的模式产地在印度古爾岡。
紫色花蜜鸟体重约8.1克，翼长约55毫米，嘴峰长约20.3毫米，喙宽度约3.7毫米，喙厚度约3.2毫米，跗蹠长约14.6毫米，尾长约35.1毫米。紫色花蜜鸟在其分布区内为留鸟，其栖息在半开放的灌木丛中，食性为杂食性。

## 亚种
- 紫色蜜鸟指名亚种（学名：Cinnyris asiaticus asiaticus）。分布於印度、斯里蘭卡與尼泊爾。

- 紫色蜜鸟中南亚种（学名：Cinnyris asiaticus intermedius）。分布于孟加拉、印度、中南半岛以及中国云南等地。该物种的模式产地在印度孟加拉东部的Tipperah。[4]

- 紫色蜜鸟中東亚种（学名：Cinnyris asiaticus brevirostris）。分布於阿拉伯半島東部、伊朗、阿富汗、巴基斯坦和印度西部。